# 曹昭公
曹昭公（？—前653年），即姬班，為春秋諸侯國曹國君主之一，他為曹僖公兒子，承襲曹僖公擔任該國君主，在位9年。